# Handball-Verbandsliga Bayern 1984/85
Die Handball-Verbandsliga Bayern 1984/85 wurde unter dem Dach des „Bayerischen Handballverbandes“ (BHV) organisiert, sie stellt den Unterbau zur Handball-Bayernliga dar und war als fünfthöchste Liga im deutschen Ligensystem eingestuft.

## Saisonverlauf
Meister der Landesliga Nord wurde das Team des 1. FC Nürnberg und Vizemeister der HSC Bad Neustadt. Südgruppenmeister war die TG Landshut und Vizemeister der ETSV 09 Landshut. Alle vier Clubs waren damit direkt für die Bayernliga 1985/86 qualifiziert. 

Bereich des „Bayer. Handballverbandes“ (BHV)

### Modus
Die in Gruppe Nord und Süd eingeteilte Liga spielte je eine Hin- und Rückrunde. Platz eins jeder Gruppe war Staffelsieger. Die Plätze eins und zwei jeder Gruppe waren Direktaufsteiger in die Bayernliga, daher fanden in dieser Saison auch keine Relegationsspiele statt. Die zwei Letztplatzierten einer jeden Gruppe waren Direktabsteiger.

## Teilnehmer
Nicht mehr dabei waren die Auf- und Absteiger der Vorsaison. Neu dabei waren die Bayernliga-Absteiger
ETSV 09 Landshut, Regensburger TS, ASV 1863 Cham
und die Aufsteiger aus den Bezirksligen.